# Rīgas FK
El Rigas FK (Rīgas futbola klubs, RFK) fou club de futbol letó de la ciutat de Riga.

## Història
Va ser fundat el 14 de desembre de 1923. Fou el club més fort del país durant els anys 1920 i 1930. El seu darrer títol fou el 1940. Aquest any, amb l'ocupació soviètica, el club desaparegué i la majoria de jugadors ingressaren al FK Dinamo Rīga. El 1941, amb l'ocupació alemanya, el club fou restaurat, desapareixent definitivament el 1944.

## Palmarès
- Lliga letona de futbol:[2]
  - 1924, 1925, 1926, 1930, 1931,1934, 1935, 1940
- Copa letona de futbol:[3]
  - 1937, 1939